# Amphiporus insolitus
Amphiporus insolitus är en djurart som tillhör fylumet slemmaskar, och som beskrevs av Jirô Iwata 1954. Amphiporus insolitus ingår i släktet Amphiporus och familjen Amphiporidae. Inga underarter finns listade i Catalogue of Life.